# معهد المعارف العالي للغات والترجمة بالزيتون
معهد المعارف العالي للغات والترجمة بالزيتون هو معهد يدرس اللغة الإنجليزية. أنشئ بالقرار الوزاري رقم 1489 لسنة 1994..مدة الدراسة أربع سنوات لنيل درجة الليسانس في اللغة الإنجليزية يعادل ليسانس كليات الالسن والآداب. وبه مواد عديدة كالصوتيات واللغويات والشعر والنقد والمحدثات ويدرس أيضا بالأضافة للغة الإنجليزية بعض اللغات مثل اللغة العربية واللغة الفرنسية.

## الوضع القانونى للمعهد
الوضع القانونى للمعهد :
- تم اعتماد المـعهد ضمن جامعات ومعاهد جمهورية مصر العربية تحت إشراف وزارة التعليم العالى بالقرار الوزارى رقـم 1489 بتاريخ 18 / 10 / 1994. وبدأت الدراسة به اعتباراً من العام الدراسى 94 / 95 تخضع امتحانات المعهد لإشراف وزارة التعليم العالى ومن يجتازها بنجاح يمنح درجة الليسانس في اللغة الإنجليزية والترجمة معتمد من السيد الأستاذ الدكتور وزير التعليم العالى.

وقد قام المجلس الأعلى للجامعات بمعادلة درجة الليسانس التي يمنحها المعهد بدرجة الليسانس التي تمنحها كليات الآداب والآلسن بالجامعات المصرية في التخصص المناظر.
و بقرار المعادلة يستطيع الطالب استكمال الدراسات العليا داخل وخارج الجمهورية.

## القبول بالمعهد
يقبل المعهد عن طريق مكتب التنسيق حاملى الثانوية العامة وما يعادلها من شهادات أخرى. وبالنسبة لحملة الشهادات العليا (بكالوريوس أو لسيانس) يتم القبول عن طريق المعهد. كما يقبل المعهد التحويلات من الجامعات والمعاهد العليا والمتوسطة.

### موقع المعهد
تم اختيار موقع المعهد لكى يكون في موقع متوسط لشبكة المواصلات داخل المدينة مما يسهل على الطالب الانتقال من وإلى المعهد باقل مجهود واقل مصاريف يتحملها الطالب وولى أمره الأمر الذي يساعد على سرعة استيعاب الطالب وتحصيله حيث يصل للمعهد باقل مجهود ممكن وذلك لسهولة وكثرة أنواع المواصلات والطرق التي تؤدى إلى المعهد حيث يقع المعهد في 10 ش نصوح, 3ش حمادة – الزيتون القاهرة